# Wilder Freiger
De Wilde Freiger (Italiaans: Cima Libera) is een 3418 meter hoge bergtop in de Stubaier Alpen op de grens tussen het Oostenrijkse Tirol en het Italiaanse Zuid-Tirol.
De bergtop ligt in de hoofdkam van de Alpen tussen de Freigerscharte en de Pfaffennieder. Laatstgenoemde schaarde scheidt de top van de Wilde Pfaff en de Zuckerhütl. Op de flanken van de berg is de Grünausee gelegen, niet ver noordelijk van de Sulzenauhütte.
De top is bereikbaar via een hooggebergtetocht, vanuit Oostenrijk via de Sulzenauhütte (2191 meter) of de Nürnberger Hütte (2280 meter) of vanuit Italië via het Becherhaus (Italiaans: Rifugio Gino Biasi) (3191 meter).